# Virginia Woolf
Virginia Woolf (tên thời con gái Stephen) (sinh 25 tháng 1 năm 1882 - mất 28 tháng 3 năm 1941) là một tiểu thuyết gia và là một nhà văn tiểu luận người Anh, bà được coi là một trong những tác giả hiện đại quan trọng nhất của thế kỷ 20 và là người tiên phong trong việc sử dụng dòng ý thức như một phương tiện kể chuyện.
Trong suốt thời gian giữa chiến tranh, Woolf là một nhân vật có tầm ảnh hưởng của xã hội văn học Luân Đôn và là một thành viên của Hội Bloomsbury. Những tác phẩm nổi tiếng nhất của bà bao gồm Đêm và ngày (Night and Day, 1919), Căn phòng của Jacob (Jacob’s Room, 1922), Bà Dalloway (Mrs. Dalloway, 1925), Đến ngọn hải đăng (To the Lighthouse, 1927), Orlando (1928), Một căn phòng riêng (A Room of One’s Own, 1929), Những đợt sóng (The Waves, 1931), Ba đồng tiền vàng (Three Guineas, 1938). Trong các sáng tác của bà, tác phẩm luận văn Một căn phòng riêng có một câu châm ngôn rất nổi tiếng: "A woman must have money and a room of her own if she is to write fiction." (Một người phụ nữ phải có tiền và một căn phòng riêng nếu cô ta viết tiểu thuyết).
Woolf trở thành một trong những chủ đề trung tâm của phong trào nữ quyền những năm 1970 và các tác phẩm của bà kể từ đó đã thu hút nhiều sự chú ý và bình luận rộng rãi vì "chủ nghĩa nữ quyền đầy cảm hứng". Các tác phẩm của bà đã được dịch ra hơn 50 thứ tiếng.
Trong suốt cuộc đời của mình, Woolf luôn gặp rắc rối với căn bệnh tâm thần. Bà đã được đưa vào viện nhiều lần và cố gắng tự tử ít nhất hai lần. Theo Dalsimer (2004), căn bệnh của bà được đặc trưng bởi các triệu chứng mà ngày nay được chẩn đoán là rối loạn lưỡng cực, không có phương pháp điều trị hiệu quả nào trong suốt cuộc đời của bà. Năm 1941, ở tuổi 59, Woolf chết do dìm mình xuống sông Ouse ở Lewes (Đông Sussex).

## Thiếu thời

### Gia đình
Virginia Woolf tên khai sinh là Adeline Virginia Stephen chào đời vào ngày 25 tháng 1 năm 1882 tại 22 Hyde Park Gate ở Nam Kensington, Luân Đôn. Mẹ của bà là Julia (nhũ danh Jackson) (1846–1895), còn cha bà là Leslie Stephen (1832–1904) một nhà văn, sử gia, nhà viết tiểu luận, người viết tiểu sử, và nhà leo núi. Bố mẹ của bà đều là những quan phu, góa phụ trước khi đến với nhau. Trước đó, Julia đã từng kết hôn với Herbert Duckworth vào năm 1867. Julia có 3 người con từ cuộc hôn nhân đầu tiên:
- George (5 tháng 3 năm 1868 – 27 tháng 4 năm 1934), một công chức cấp cao, kết hôn với Quý cô Margaret Herbert vào năm 1904
- Stella (30 tháng 5 năm 1869 – 19 tháng 7 năm 1897), qua đời ở tuổi 28
- Gerald (29 tháng 10 năm 1870 – 28 tháng 9 năm 1937), người sáng lập Duckworth Publishing, kết hôn với Cecil Alice Scott-Chad vào năm 1921

Cùng trong năm 1867, Leslie kết hôn với Harriet Marian (Minny) Thackeray (1840–1875), cô con gái út của William Makepeace Thackeray, cả hai có một cô con gái Laura (1870–1945), người bị sinh non 30 tuần. Ngoài ra, bà bị "thiểu năng trí tuệ" theo như Leslie Stephen và có thể mắc chứng tự kỷ.
Ngoài ra, Virginia còn có một người chị gái là Vannessa, anh trai Thoby và em trai Adrian.

## Di sản
Virginia Woolf được biết đến nhờ những đóng góp cho nền văn học thế kỷ 20 và những bài tiểu luận của bà, cũng như tầm ảnh hưởng của bà đối với 
nền văn học, đặc biệt là phê bình nữ quyền. Một số các tác gia tuyên bố rằng các tác phẩm của họ chịu ảnh hưởng bởi Virginia, bao gồm Margaret Atwood, Michael Cunningham, Gabriel García Márquez, và Toni Morrison. Hình ảnh biểu tượng của bà vẫn có thể được nhận ra dễ dàng qua bức chân dung Beresford chụp bà vào những năm bà 20 tuổi (ở đầu trang). Các tấm bưu thiếp in hình Woolf được bán bởi Phòng trưng bày Chân dung Quốc gia, Luân Đôn nhiều hơn bất cứ các tấm bưu in bất cứ người nào khác.
Virginia Woolf được nghiên cứu trên khắp thế giới, với những tổ chức như Hội Virginia Woolf, và Hội Virginia Woolf tại Nhật Bản. Ngoài ra, các quỹ tín thác—như Quỹ tín thác Asham—khuyến khích các nhà văn vinh danh bà. Mặc dù bà không có hậu duệ, nhưng bà có rất nhiều thành viên gia đình đáng chú ý khác.

### Các đài tưởng niệm
Vào năm 2013, Woolf được vinh danh bởi Đại học Nhà vua Luân Đôn với việc khai trương Tòa nhà Virginia Woolf tại Kingsway, với một tấm bảng kỷ niệm ghi thời gian bà theo học tại đây và những đóng góp của bà (xem ảnh). Những bức tượng chân dung Virginia Woolf đã được dựng lên tại căn nhà của bà ở Rodmell, Sussex và Quảng trường Tavistock, Luân Đôn nơi bà sống từ 1924 tới 1939.

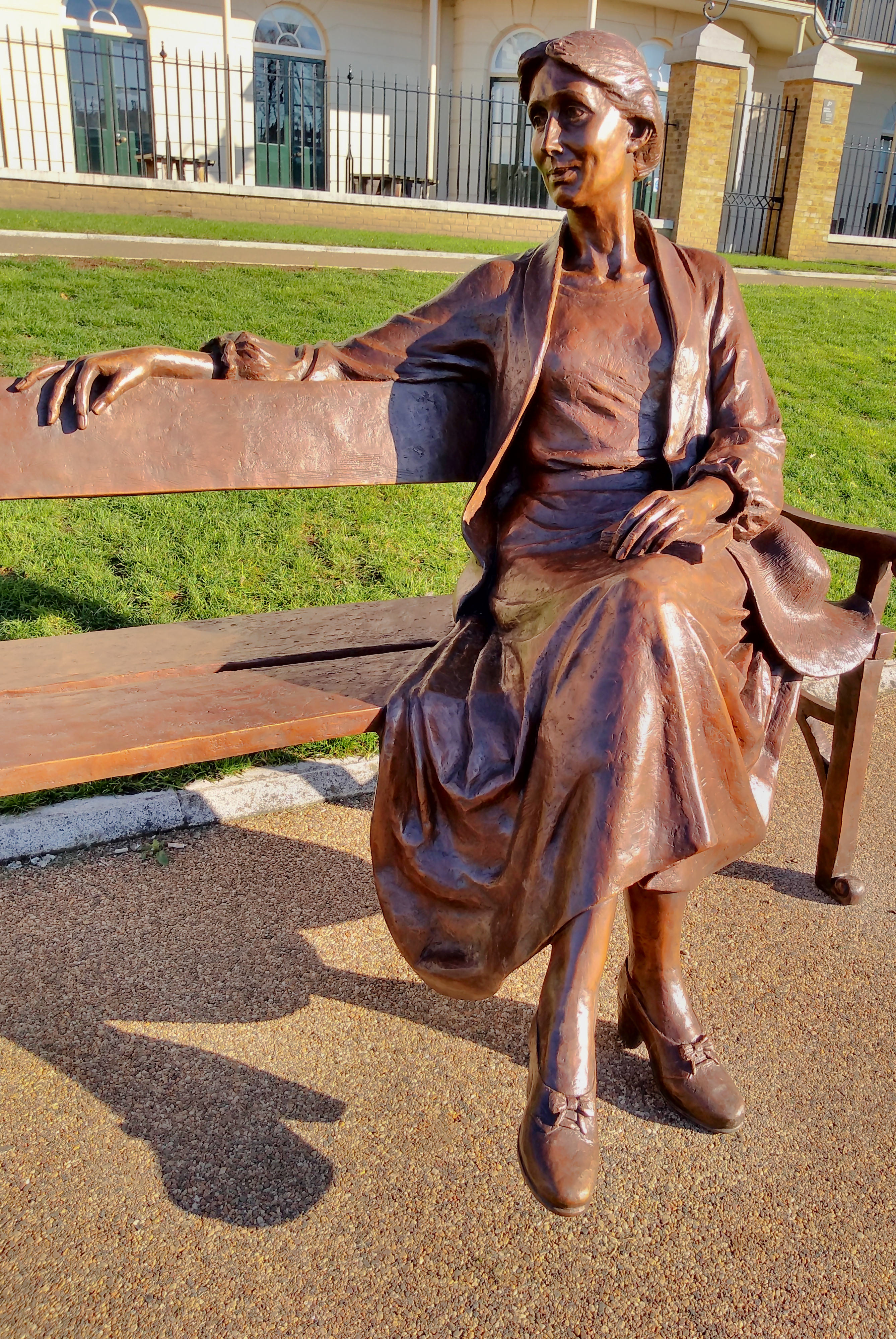
Bức tượng Virginia Woolf tại Richmond điêu khắc bởi Laury Dizengremel

Vào năm 2014, bà là một trong những người đầu tiên được vinh danh Đường Cầu vồng Danh dự, một đại lộ danh vọng ở Quận Castro, San Fransico vinh danh những người LGBTQ đã "đã có những đóng góp quan trọng trong lĩnh vực của họ".
Khu làm việc Woolf, một khu làm việc chung của phụ nữ tại Singapore, được mở ra vào năm 2014 và được đặt theo tên bà để tưởng nhớ bài tiểu luận Một căn phòng riêng.
Một chiến dịch đã được khởi phát vào năm 2018 bởi Aurora Metro Arts and Media để dựng lên một bức tượng của Woolf ở Richmond, nơi bà sống trong 10 năm. Bức tượng điêu khắc bà ngồi trên chiếc băng ghế nhìn về phía sông Thames. Vào tháng 11 năm 2022 bức tượng điêu khắc bởi Laury Dizengremel. Đây là bức tượng toàn thân đầu tiên của Woolf.

## Tác phẩm
- The Voyage Out  (Du hành ra ngoài, 1915), tiểu thuyết
- Two Stories (Hai truyện ngắn, 1917), tập truyện ngắn
- Modern Fiction (Hư cấu hiện đại, 1919), tập tiểu luận
- Night and Day (Đêm và ngày, 1919), tiểu thuyết
- Monday or Tuesday (Ngày thứ Hai hay thứ Ba, 1921), tập truyện ngắn
- Jacob's Room (Căn phòng của Jacob, 1922), tiểu thuyết
- The Common Reader (1925), tập tiểu luận
- Mrs Dalloway (Bà Dalloway,1925), tiểu thuyết
- To the Lighthouse (Đến ngọn hải đăng, 1927), tiểu thuyết
- Orlando: A Biography (Orlando, 1928), tiểu thuyết
- A Room of One's Own (Một căn phòng riêng, 1929), luận văn
- On Being Ill (1930), tiểu luận
- The Waves (Những đợt sóng, 1931), tiểu thuyết
- The London Scene (1931), tập tiểu luận
- The Common Reader: Second Series (1932), tập tiểu luận
- Flush: A Biography (Tiểu sử Flush, 1933), tiểu sử
- Freshwater: A comedy (1935), kịch
- The Years (1937), tiểu thuyết
- Three Guineas (Ba đồng tiền vàng, 1938), tiểu luận
- Roger Fry: A Biography (Tiểu sử Roger Fry, 1940), tiểu sử
- Between the Acts (1941), tiểu thuyết
- The Death of the Moth and Other Essays (1942), tập tiểu luận
- A Haunted House and Other Short Stories (1944), tập truyện ngắn
- The Moment and Other Essays (Khoảnh khắc và những tiểu luận khác, 1947), tập tiểu luận
- The Captain's Death Bed And Other Essays (1950), tập tiểu luận
- A Writer’s Diary (Nhật ký nhà văn, 1953), nhật ký
- Granite and Rainbow (1958), tập tiểu luận
- Collected Essays (Tuyển tập tiểu luận, 4 tập, 1967), tập tiểu luận
- Mrs. Dalloway's Party (Bữa tiệc của bà Dalloway, 1973), tập truyện ngắn
- Books and Portraits (Những cuốn sách và những chân dung, 1978), tập tiểu luận
- Women And Writing (Phụ nữ và việc viết, 1979), tập tiểu luận
- The Complete Shorter Fiction (Tuyển tập truyện ngắn hư cấu, 1985), tập truyện ngắn
- Moments of Being (1985), tự truyện và tiểu luận
- A Moment's Liberty: the shorter diary (Tự do trong khoảnh khắc, 1990), nhật ký
- Passionate Apprentice: The Early Journals, 1897-1909 (1990), tập du ký
- Travels With Virginia Woolf (Du hành cùng Virginia Woolf, 1993), tập du ký
- The Diary of Virginia Woolf (Nhật ký Virginia Woolf, 5 tập), tập nhật ký viết từ 1915 - 1941